# Gârbău
Gârbău é uma comuna romena localizada no distrito de Cluj, na região histórica da Transilvânia. A comuna possui uma área de 49.25 km² e sua população era de 2622 habitantes segundo o censo de 2007.